# Rake (Musik)
Ein Rake ist eine spezielle, perkussive Gitarrentechnik. Beim Rake werden mehrere Noten so schnell gespielt, dass sich der Höreindruck einer einzigen Note ergibt:
Spielt ein Gitarrist ein Rake, so schlägt er zwischen zwei und vier Saiten an. Eine der Saiten enthält dabei eine herkömmlich klingende Note. Die verbleibenden Saiten werden z. B. durch loses Auflegen der linken Hand oder eines Fingers derselben auf die benachbarten tieferen Saiten über dem Griffbrett abgedämpft. Durch das Spielen dieser abgedämpften Töne (als Dead Notes bzw. Vorschlagsnoten) wird der Effekt des Anschlagsgeräusces hervorgehoben. Rakes werden oft mit Sweep Picking verwechselt. Jedoch ist ein Rake nicht zwingend gleich Sweep Picking, sondern Sweep Picking ist eine Möglichkeit zur Ausführung eines Rakes mit der rechten Hand. Alle Angaben beziehen sich auf Rechtshändergitarren.

## Notation
Meist werden Rakes als Mischung aus herkömmlichen Noten, zusammen mit (mit „x“ ausnotierten) Dead-Notes geschrieben. Ergänzend kann noch die Anmerkung „rake“ hinzukommen.